# Ziyoda Qobilova
Ziyoda O'tkirovna Qabilova (ouzbek : Зиёда Ўткировна Қобилова), plus connue sous son nom de scène Ziyoda, née le 7 janvier 1989 à Tachkent, est une chanteuse et actrice ouzbèke.

## Biographie
Dans sa jeunesse, elle reprend les chansons d'Yulduz Usmanova. Elle étudie au conservatoire de Hamza
Ziyoda devient célèbre en Ouzbékistan en 2004 avec la chanson Sevmaganman, une reprise de Wild Dances, la chanson représentant l'Ukraine avec laquelle Ruslana remporte le Concours Eurovision de la chanson 2004. Elle continue ainsi à faire de nombreuses adaptations de chansons étrangères pour l'Ouzbékistan. En 2007, Ziyoda est élue meilleure chanteuse de l'année en Ouzbékistan. Son premier album sort en Ouzbékistan en 2008.

## Vie privée
Son frère s'appelle Asadbek et sa sœur Aziza.
Elle épouse un homme nommé Eldor et a de lui un fils nommé Komron.

## Filmographie
- 2006 : Asal qopqog'i
- 2007 : Boyvachcha
- 2008 : Nortoy
- 2009 : Achchiq hayot
- 2009 : Qalbaki dunyo
- 2010 : Ada emas, dada! Tohir va Zuhra 2 yangi talqin
- 2010 : Bekorchilar makoni
- 2010 : Kichkina xo'jayin
- 2011 : Enagalar
- 2011 : Uchrashuv
- 2013 : Ijarachilar